# آذسمند
آذسمند (به انگلیسی: AzSamand) یکی از سایت‌های تولیدی ایران‌خودرو است که در شاماخی جمهوری آذربایجان قرار دارد. این کارخانه خودروهای خانواده سمند و رانا را تولید می‌کند و ظرفیت تولید حدود ۱۰٬۰۰۰ خودرو در سال دارد.

## محصولات
- سمند (۲۰۰۵-اکنون)
- سمند سورن (۲۰۱۰-اکنون)
- رانا (۲۰۱۰-اکنون)

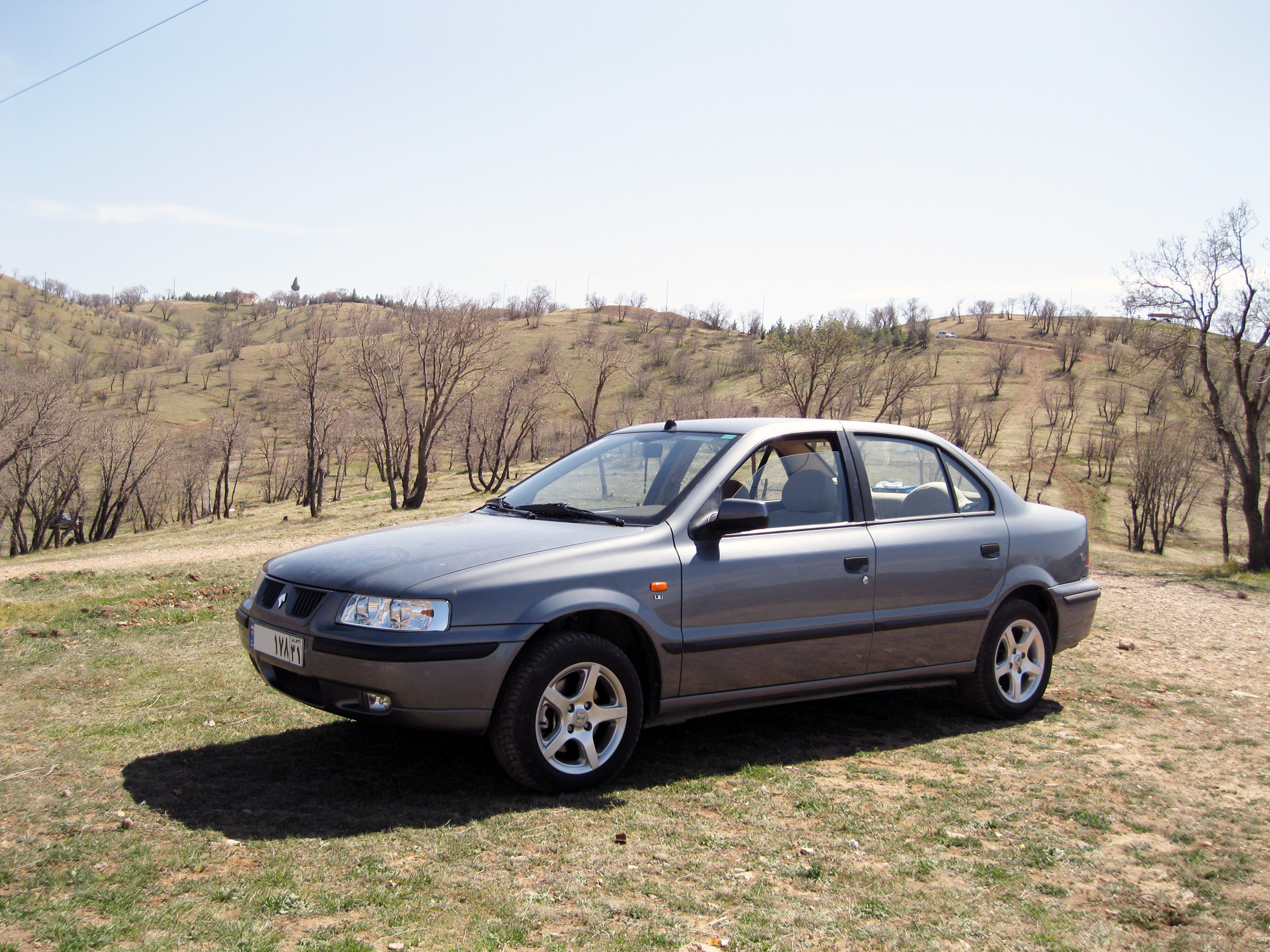
سمند
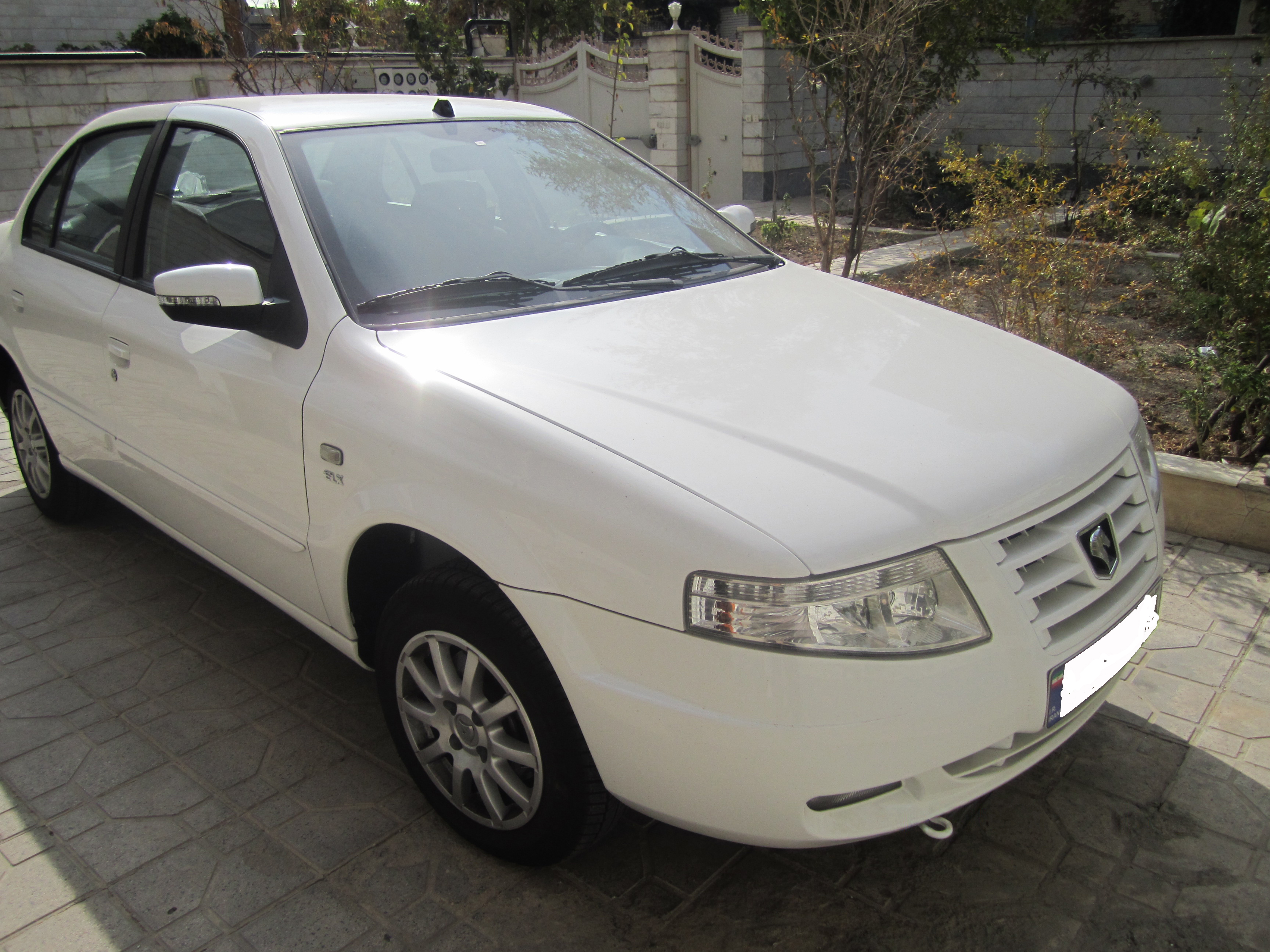
سمند سورن
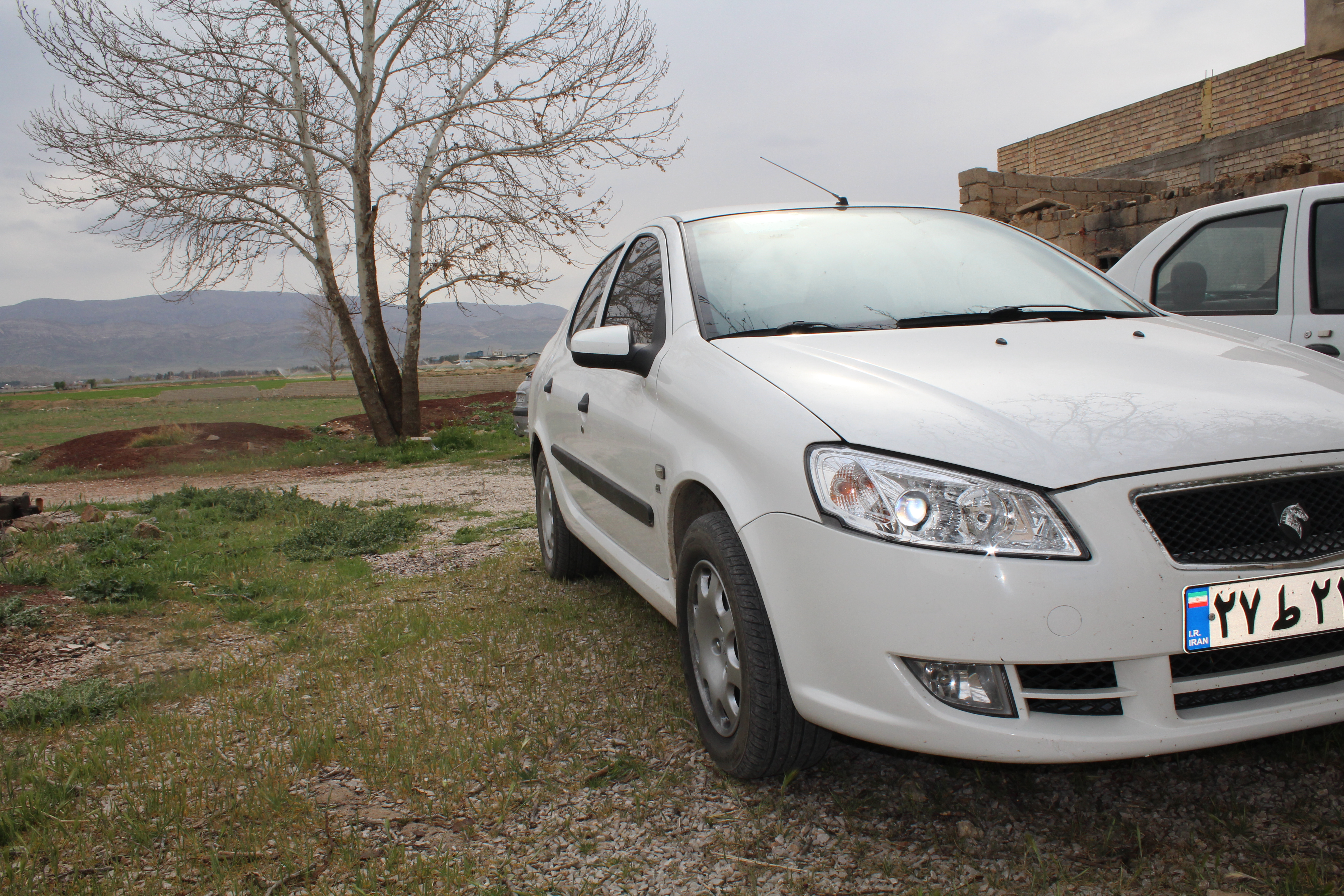
رانا